# Четверть (единица объёма)
Че́тверть, четвертина — русская единица измерения объёма сыпучих тел (1 четверть = 2 осьминам = 8 четверикам = 64 гарнцам = 209,91 л) и жидкостей (1 четверть = ¼ ведра = 3,0748 л).

## Мера объёма сыпучих тел
Четверть (четвёртая часть или одна четверть) как мера объёма сыпучих тел в XIV—XX веках использовалась для измерения количества зерна, круп и муки. Московская хозяйственная практика XVII века различала казённую, приёмочную и раздаточную (отдаточную) меру. По приёмочной измерялся хлеб, поступающий в казну; раздаточная мера использовалась для выдачи хлебного жалованья служащим. В хозяйственной деятельности стали широко применяться введённые царской грамотой заорлённые образцы мер.
1 четверть, или четь (для сыпучих тел) = 2 осьминам (получетвертям) = 4 полуосьминам = 8 четверикам = 64 гарнцам (равно 209,912 л (дм³) 1902 года, или 209,66 л 1835 года).
- В XIV—XV веках в некоторых русских княжествах и землях была равна 1/4 кадки с различным весовым содержанием.
- В XVI веке 1 четверть ржи = 3½ пуда зерна ржи = 57,33 кг; = 4 пуда = 65,52 кг; в XVII в. = 6 пудов ржи (5 пудов муки), к концу XVII столетия = 8 пудов = 131,04 кг и фигурирует как «московская осьмипудовая четверть». В ряде областей России в XVII в. известны местные четверти различного объёма.
- Четверть устарела к середине XIX века, вместо неё использовался четверик.
- Указом 1835 года было установлено, что 1 четверть = 2 получетвертям = 8 четверикам («мерам»[2]) = 64 гарнцам.

## Мера объёма жидкостей
Как мера объёма жидкостей четверть равнялась ¼ ведра. Известна с XVI—XVII веков. В 1885 году объём четверти определялся в 3,0748 литра. Использовалась при продаже главным образом вино-водочной продукции и делилась на 5 водочных или 4 винных бутылки.